# 洪恰里夫卡 (文尼察州)
洪恰里夫卡（羅馬化：Honcharivka）是烏克蘭西部文尼察州文尼察區利京市鎮的村莊，面積0.08平方公里，海拔高度307米，2001年人口173，人口密度每平方公里2,084.34人。